# Tour de France 2012
99. edycja Tour de France odbyła się w dniach od 30 czerwca do 22 lipca 2012. Trasa największego kolarskiego wyścigu rozpoczęła się w belgijskim Liège sześciokilometrowym prologiem (jazdą indywidualną na czas).

## Uczestnicy
| Numery  | Kod | Drużyna             |
| ------- | --- | ------------------- |
| 1-9     | BMC | BMC Racing Team     |
| 11-19   | RNT | RadioShack-Nissan   |
| 21-29   | EUC | Team Europcar       |
| 31-39   | EUS | Euskaltel-Euskadi   |
| 41-49   | LAM | Lampre-ISD          |
| 51-59   | LIQ | Liquigas-Cannondale |
| 61-69   | GRS | Garmin-Sharp        |
| 71-79   | ALM | Ag2r-La Mondiale    |
| 81-89   | COF | Cofidis             |
| 91-99   | SAU | Saur-Sojasun        |
| 101-109 | SKY | Sky Procycling      |

| Numery  | Kod | Drużyna                     |
| ------- | --- | --------------------------- |
| 111-119 | LTB | Lotto-Belisol               |
| 121-129 | VCD | Vacansoleil-DCM             |
| 131-139 | KAT | Team Katusha                |
| 141-149 | FDJ | FDJ-BigMat                  |
| 151-159 | RAB | Rabobank Cycling Team       |
| 161-169 | MOV | Movistar Team               |
| 171-179 | STB | Team Saxo Bank-Tinkoff Bank |
| 181-189 | AST | Pro Team Astana             |
| 191-199 | OPQ | Omega Pharma-Quick Step     |
| 201-209 | OGE | Orica-GreenEdge             |
| 211-219 | ARG | Argos-Shimano               |

## Przebieg trasy
| Etap | Data       | Trasa                                                | Dystans       | Typ           | Typ                        | Zwycięzca          | Lider             |
| ---- | ---------- | ---------------------------------------------------- | ------------- | ------------- | -------------------------- | ------------------ | ----------------- |
| P    | 30 czerwca | Liège > Liège                                        | 6,4 km        |               | jazda indywidualna na czas | Fabian Cancellara  | Fabian Cancellara |
| 1    | 1 lipca    | Liège > Seraing                                      | 198 km        |               | płaski                     | Peter Sagan        | Fabian Cancellara |
| 2    | 2 lipca    | Visé > Tournai                                       | 207,5 km      |               | płaski                     | Mark Cavendish     | Fabian Cancellara |
| 3    | 3 lipca    | Orchies > Boulogne-sur-Mer                           | 197 km        |               | pagórkowaty                | Peter Sagan        | Fabian Cancellara |
| 4    | 4 lipca    | Abbeville > Rouen                                    | 214,5 km      |               | płaski                     | André Greipel      | Fabian Cancellara |
| 5    | 5 lipca    | Rouen > Saint-Quentin                                | 196,5 km      |               | płaski                     | André Greipel      | Fabian Cancellara |
| 6    | 6 lipca    | Épernay > Metz                                       | 207,5 km      |               | płaski                     | Peter Sagan        | Fabian Cancellara |
| 7    | 7 lipca    | Tomblaine > La Planche des Belles Filles             | 199 km        |               | pagórkowaty                | Chris Froome       | Bradley Wiggins   |
| 8    | 8 lipca    | Belfort > Porrentruy                                 | 157,5 km      |               | pagórkowaty                | Thibaut Pinot      | Bradley Wiggins   |
| 9    | 9 lipca    | Arc-et-Senans > Besançon                             | 41,5 km       |               | jazda indywidualna na czas | Bradley Wiggins    | Bradley Wiggins   |
|      | 10 lipca   | Dzień przerwy                                        | Dzień przerwy | Dzień przerwy | Dzień przerwy              | Dzień przerwy      | Dzień przerwy     |
| 10   | 11 lipca   | Mâcon > Bellegarde-sur-Valserine                     | 194,5 km      |               | górski                     | Thomas Voeckler    | Bradley Wiggins   |
| 11   | 12 lipca   | Albertville > Fontcouverte-la Toussuire-Les Sybelles | 148 km        |               | górski                     | Pierre Rolland     | Bradley Wiggins   |
| 12   | 13 lipca   | Saint-Jean-de-Maurienne > Annonay-Davézieux          | 226 km        |               | pagórkowaty                | David Millar       | Bradley Wiggins   |
| 13   | 14 lipca   | Saint-Paul-Trois-Châteaux > Cap d’Agde               | 217 km        |               | płaski                     | André Greipel      | Bradley Wiggins   |
| 14   | 15 lipca   | Limoux > Foix                                        | 191 km        |               | górski                     | Luis León Sánchez  | Bradley Wiggins   |
| 15   | 16 lipca   | Samatan > Pau                                        | 158,5 km      |               | płaski                     | Pierrick Fédrigo   | Bradley Wiggins   |
|      | 17 lipca   | Dzień przerwy                                        | Dzień przerwy | Dzień przerwy | Dzień przerwy              | Dzień przerwy      | Dzień przerwy     |
| 16   | 18 lipca   | Pau > Bagnères-de-Luchon                             | 197 km        |               | górski                     | Thomas Voeckler    | Bradley Wiggins   |
| 17   | 19 lipca   | Bagnères-de-Luchon > Peyragudes                      | 143,5 km      |               | górski                     | Alejandro Valverde | Bradley Wiggins   |
| 18   | 20 lipca   | Blagnac > Brive-la-Gaillarde                         | 222,5 km      |               | płaski                     | Mark Cavendish     | Bradley Wiggins   |
| 19   | 21 lipca   | Bonneval > Chartres                                  | 53,5 km       |               | jazda indywidualna na czas | Bradley Wiggins    | Bradley Wiggins   |
| 20   | 22 lipca   | Rambouillet > Paryż (Avenue des Champs-Élysées)      | 120 km        |               | płaski                     | Mark Cavendish     | Bradley Wiggins   |

### Prolog - 30.06: Liège >  Liège, 6,4 km
| #   | Zawodnik          | Zespół | Czas   |
| --- | ----------------- | ------ | ------ |
| 1   | Fabian Cancellara | RNT    | 7' 13" |
| 2   | Bradley Wiggins   | SKY    | + 7"   |
| 3   | Sylvain Chavanel  | OPQ    | + 7"   |
|     |                   |        |        |
| 114 | Sylwester Szmyd   | LIQ    | + 34"  |

| #   | Zawodnik          | Zespół | Czas   |
| --- | ----------------- | ------ | ------ |
| 1   | Fabian Cancellara | RNT    | 7' 13" |
| 2   | Bradley Wiggins   | SKY    | + 7"   |
| 3   | Sylvain Chavanel  | OPQ    | + 7"   |
|     |                   |        |        |
| 114 | Sylwester Szmyd   | LIQ    | + 34"  |

### Etap 1 – 01.07: Liège >  Seraing, 198 km
| #   | Zawodnik             | Zespół | Czas       |
| --- | -------------------- | ------ | ---------- |
| 1   | Peter Sagan          | LIQ    | 4h 58' 19" |
| 2   | Fabian Cancellara    | RNT    | + 0"       |
| 3   | Edvald Boasson Hagen | SKY    | + 0"       |
|     |                      |        |            |
| 127 | Sylwester Szmyd      | LIQ    | + 2' 07"   |

| #   | Zawodnik          | Zespół | Czas       |
| --- | ----------------- | ------ | ---------- |
| 1   | Fabian Cancellara | RNT    | 5h 05' 32" |
| 2   | Bradley Wiggins   | SKY    | + 7"       |
| 3   | Sylvain Chavanel  | OPQ    | + 7"       |
|     |                   |        |            |
| 120 | Sylwester Szmyd   | LIQ    | + 2' 41"   |

### Etap 2 – 02.07: Visé > Tournai, 207,5 km
| #   | Zawodnik        | Zespół | Czas       |
| --- | --------------- | ------ | ---------- |
| 1   | Mark Cavendish  | SKY    | 4h 56' 59" |
| 2   | André Greipel   | LTB    | + 0"       |
| 3   | Matthew Goss    | OGE    | + 0"       |
|     |                 |        |            |
| 157 | Sylwester Szmyd | LIQ    | + 20"      |

| #   | Zawodnik          | Zespół | Czas        |
| --- | ----------------- | ------ | ----------- |
| 1   | Fabian Cancellara | RNT    | 10h 02' 31" |
| 2   | Bradley Wiggins   | SKY    | + 7"        |
| 3   | Sylvain Chavanel  | OPQ    | + 7"        |
|     |                   |        |             |
| 127 | Sylwester Szmyd   | LIQ    | + 3' 01"    |

### Etap 3 – 03.07: Orchies > Boulogne-sur-Mer, 197 km
| #  | Zawodnik             | Zespół | Czas       |
| -- | -------------------- | ------ | ---------- |
| 1  | Peter Sagan          | LIQ    | 4h 42' 58" |
| 2  | Edvald Boasson Hagen | SKY    | + 1"       |
| 3  | Peter Velits         | OPQ    | + 1"       |
|    |                      |        |            |
| 64 | Sylwester Szmyd      | LIQ    | + 1' 15"   |

| #  | Zawodnik          | Zespół | Czas        |
| -- | ----------------- | ------ | ----------- |
| 1  | Fabian Cancellara | RNT    | 14h 45' 30" |
| 2  | Bradley Wiggins   | SKY    | + 7"        |
| 3  | Sylvain Chavanel  | OPQ    | + 7"        |
|    |                   |        |             |
| 77 | Sylwester Szmyd   | LIQ    | + 4' 15"    |

### Etap 4 – 04.07: Abbeville > Rouen, 214,5 km
| #   | Zawodnik            | Zespół | Czas       |
| --- | ------------------- | ------ | ---------- |
| 1   | André Greipel       | LTB    | 5h 18' 32" |
| 2   | Alessandro Petacchi | LAM    | + 0"       |
| 3   | Tom Veelers         | AGR    | + 0"       |
|     |                     |        |            |
| 107 | Sylwester Szmyd     | LIQ    | + 0"       |

| #  | Zawodnik          | Zespół | Czas        |
| -- | ----------------- | ------ | ----------- |
| 1  | Fabian Cancellara | RNT    | 20h 04' 02" |
| 2  | Bradley Wiggins   | SKY    | + 7"        |
| 3  | Sylvain Chavanel  | OPQ    | + 7"        |
|    |                   |        |             |
| 76 | Sylwester Szmyd   | LIQ    | + 4' 15"    |

### Etap 5 – 05.07: Rouen > Saint-Quentin, 196,5 km
| #   | Zawodnik        | Zespół | Czas       |
| --- | --------------- | ------ | ---------- |
| 1   | André Greipel   | LTB    | 4h 41' 30" |
| 2   | Matthew Goss    | OGE    | + 0"       |
| 3   | Juan José Haedo | STB    | + 0"       |
|     |                 |        |            |
| 183 | Sylwester Szmyd | LIQ    | + 0"       |

| #  | Zawodnik          | Zespół | Czas        |
| -- | ----------------- | ------ | ----------- |
| 1  | Fabian Cancellara | RNT    | 24h 45' 32" |
| 2  | Bradley Wiggins   | SKY    | + 7"        |
| 3  | Sylvain Chavanel  | OPQ    | + 7"        |
|    |                   |        |             |
| 76 | Sylwester Szmyd   | LIQ    | + 4' 15"    |

### Etap 6 – 06.07: Épernay > Metz, 207,5 km
| #  | Zawodnik        | Zespół | Czas       |
| -- | --------------- | ------ | ---------- |
| 1  | Peter Sagan     | LIQ    | 4h 37' 00" |
| 2  | André Greipel   | LTB    | + 0"       |
| 3  | Matthew Goss    | OGE    | + 0"       |
|    |                 |        |            |
| 94 | Sylwester Szmyd | LIQ    | + 2' 09"   |

| #  | Zawodnik          | Zespół | Czas        |
| -- | ----------------- | ------ | ----------- |
| 1  | Fabian Cancellara | RNT    | 29h 22' 36" |
| 2  | Bradley Wiggins   | SKY    | + 7"        |
| 3  | Sylvain Chavanel  | OPQ    | + 7"        |
|    |                   |        |             |
| 58 | Sylwester Szmyd   | LIQ    | + 6' 20"    |

### Etap 7 – 07.07: Tomblaine > La Planche des Belles Filles, 199 km
| #  | Zawodnik        | Zespół | Czas       |
| -- | --------------- | ------ | ---------- |
| 1  | Chris Froome    | SKY    | 4h 58' 35" |
| 2  | Cadel Evans     | BMC    | + 2"       |
| 3  | Bradley Wiggins | SKY    | + 2"       |
|    |                 |        |            |
| 60 | Sylwester Szmyd | LIQ    | + 4' 28"   |

| #  | Zawodnik        | Zespół | Czas        |
| -- | --------------- | ------ | ----------- |
| 1  | Bradley Wiggins | SKY    | 34h 21' 20" |
| 2  | Cadel Evans     | BMC    | + 10"       |
| 3  | Vincenzo Nibali | LIQ    | + 16"       |
|    |                 |        |             |
| 48 | Sylwester Szmyd | LIQ    | + 10' 39"   |

### Etap 8 – 08.07: Belfort > Porrentruy, 157,5 km
| #  | Zawodnik        | Zespół | Czas       |
| -- | --------------- | ------ | ---------- |
| 1  | Thibaut Pinot   | FDJ    | 3h 56' 10" |
| 2  | Cadel Evans     | BMC    | + 26"      |
| 3  | Tony Gallopin   | RNT    | + 26"      |
|    |                 |        |            |
| 71 | Sylwester Szmyd | LIQ    | + 7' 25"   |

| #  | Zawodnik        | Zespół | Czas        |
| -- | --------------- | ------ | ----------- |
| 1  | Bradley Wiggins | SKY    | 38h 17' 56" |
| 2  | Cadel Evans     | BMC    | + 10"       |
| 3  | Vincenzo Nibali | LIQ    | + 16"       |
|    |                 |        |             |
| 42 | Sylwester Szmyd | LIQ    | + 17' 38"   |

### Etap 9 – 09.07: Arc-et-Senans > Besançon, 41,5 km
| #   | Zawodnik          | Zespół | Czas     |
| --- | ----------------- | ------ | -------- |
| 1   | Bradley Wiggins   | SKY    | 51' 24"  |
| 2   | Chris Froome      | SKY    | + 35"    |
| 3   | Fabian Cancellara | RNT    | + 57"    |
|     |                   |        |          |
| 116 | Sylwester Szmyd   | LIQ    | + 7' 05" |

| #  | Zawodnik        | Zespół | Czas        |
| -- | --------------- | ------ | ----------- |
| 1  | Bradley Wiggins | SKY    | 39h 09' 20" |
| 2  | Cadel Evans     | BMC    | + 1' 53"    |
| 3  | Chris Froome    | SKY    | + 2' 07"    |
|    |                 |        |             |
| 46 | Sylwester Szmyd | LIQ    | + 24' 43"   |

### Etap 10 – 11.07: Mâcon > Bellegarde-sur-Valserine, 194,5 km
| #  | Zawodnik         | Zespół | Czas       |
| -- | ---------------- | ------ | ---------- |
| 1  | Thomas Voeckler  | EUC    | 4h 46' 26" |
| 2  | Michele Scarponi | LAM    | + 3"       |
| 3  | Jens Voigt       | RNT    | + 7"       |
|    |                  |        |            |
| 58 | Sylwester Szmyd  | LIQ    | + 15' 04"  |

| #  | Zawodnik        | Zespół | Czas        |
| -- | --------------- | ------ | ----------- |
| 1  | Bradley Wiggins | SKY    | 43h 59' 02" |
| 2  | Cadel Evans     | BMC    | + 1' 53"    |
| 3  | Chris Froome    | SKY    | + 2' 07"    |
|    |                 |        |             |
| 49 | Sylwester Szmyd | LIQ    | + 36' 31"   |

### Etap 11 – 12.07:  Albertville > Fontcouverte-la Toussuire-Les Sybelles, 148 km
| #  | Zawodnik        | Zespół | Czas       |
| -- | --------------- | ------ | ---------- |
| 1  | Pierre Rolland  | EUC    | 4h 43' 54" |
| 2  | Thibaut Pinot   | FDJ    | + 55"      |
| 3  | Chris Froome    | SKY    | + 55"      |
|    |                 |        |            |
| 61 | Sylwester Szmyd | LIQ    | + 23' 58"  |

| #  | Zawodnik        | Zespół | Czas        |
| -- | --------------- | ------ | ----------- |
| 1  | Bradley Wiggins | SKY    | 48h 43' 53" |
| 2  | Chris Froome    | SKY    | + 2' 05"    |
| 3  | Vincenzo Nibali | LIQ    | + 2' 23"    |
|    |                 |        |             |
| 45 | Sylwester Szmyd | LIQ    | + 59' 32"   |

### Etap 12 – 13.07: Saint-Jean-de-Maurienne > Annonay-Davézieux, 226 km
| #   | Zawodnik               | Zespół | Czas       |
| --- | ---------------------- | ------ | ---------- |
| 1   | David Millar           | GRS    | 5h 42' 46" |
| 2   | Jean-Christophe Péraud | ALM    | + 0"       |
| 3   | Egoi Martínez          | EUS    | + 5"       |
|     |                        |        |            |
| 110 | Sylwester Szmyd        | LIQ    | + 10' 36"  |

| #  | Zawodnik        | Zespół | Czas         |
| -- | --------------- | ------ | ------------ |
| 1  | Bradley Wiggins | SKY    | 54h 34' 33"  |
| 2  | Chris Froome    | SKY    | + 2' 05"     |
| 3  | Vincenzo Nibali | LIQ    | + 2' 23"     |
|    |                 |        |              |
| 49 | Sylwester Szmyd | LIQ    | + 1h 02' 14" |

### Etap 13 – 14.07: Saint-Paul-Trois-Châteaux >  Cap d’Agde, 217 km
| #   | Zawodnik             | Zespół | Czas       |
| --- | -------------------- | ------ | ---------- |
| 1   | André Greipel        | LBT    | 4h 57' 59" |
| 2   | Peter Sagan          | LIQ    | + 0"       |
| 3   | Edvald Boasson Hagen | SKY    | + 0"       |
|     |                      |        |            |
| 123 | Sylwester Szmyd      | LIQ    | + 14' 04"  |

| #  | Zawodnik        | Zespół | Czas         |
| -- | --------------- | ------ | ------------ |
| 1  | Bradley Wiggins | SKY    | 59h 32' 32"  |
| 2  | Chris Froome    | SKY    | + 2' 05"     |
| 3  | Vincenzo Nibali | LIQ    | + 2' 23"     |
|    |                 |        |              |
| 63 | Sylwester Szmyd | LIQ    | + 1h 16' 18" |

### Etap 14 – 15.07: Limoux > Foix, 191 km
| #  | Zawodnik          | Zespół | Czas       |
| -- | ----------------- | ------ | ---------- |
| 1  | Luis León Sánchez | RAB    | 4h 50' 29" |
| 2  | Peter Sagan       | LIQ    | + 47"      |
| 3  | Sandy Casar       | FDJ    | + 47"      |
|    |                   |        |            |
| 48 | Sylwester Szmyd   | LIQ    | + 18' 15"  |

| #  | Zawodnik        | Zespół | Czas         |
| -- | --------------- | ------ | ------------ |
| 1  | Bradley Wiggins | SKY    | 64h 41' 16"  |
| 2  | Chris Froome    | SKY    | + 2' 05"     |
| 3  | Vincenzo Nibali | LIQ    | + 2' 23"     |
|    |                 |        |              |
| 60 | Sylwester Szmyd | LIQ    | + 1h 16' 18" |

### Etap 15 – 16.07: Samatan > Pau, 158,5 km
| #   | Zawodnik              | Zespół | Czas       |
| --- | --------------------- | ------ | ---------- |
| 1   | Pierrick Fédrigo      | FDJ    | 3h 40' 15" |
| 2   | Christian Vande Velde | GRS    | + 0"       |
| 3   | Thomas Voeckler       | EUC    | + 12"      |
|     |                       |        |            |
| 121 | Sylwester Szmyd       | LIQ    | + 11' 50"  |

| #  | Zawodnik        | Zespół | Czas         |
| -- | --------------- | ------ | ------------ |
| 1  | Bradley Wiggins | SKY    | 68h 33' 21"  |
| 2  | Chris Froome    | SKY    | + 2' 05"     |
| 3  | Vincenzo Nibali | LIQ    | + 2' 23"     |
|    |                 |        |              |
| 61 | Sylwester Szmyd | LIQ    | + 1h 16' 18" |

### Etap 16 – 18.07: Pau > Bagnères-de-Luchon, 197 km
| #   | Zawodnik             | Zespół | Czas       |
| --- | -------------------- | ------ | ---------- |
| 1   | Thomas Voeckler      | EUC    | 5h 35' 02" |
| 2   | Chris Anker Sørensen | STB    | + 1' 40"   |
| 3   | Gorka Izagirre       | EUS    | + 3' 22"   |
|     |                      |        |            |
| 106 | Sylwester Szmyd      | LIQ    | + 27' 33"  |

| #  | Zawodnik        | Zespół | Czas         |
| -- | --------------- | ------ | ------------ |
| 1  | Bradley Wiggins | SKY    | 74h 15' 32"  |
| 2  | Chris Froome    | SKY    | + 2' 05"     |
| 3  | Vincenzo Nibali | LIQ    | + 2' 23"     |
|    |                 |        |              |
| 65 | Sylwester Szmyd | LIQ    | + 1h 36' 42" |

### Etap 17 – 19.07: Bagnères-de-Luchon > Peyragudes, 143,5 km
| #  | Zawodnik           | Zespół | Czas       |
| -- | ------------------ | ------ | ---------- |
| 1  | Alejandro Valverde | MOV    | 4h 12' 11" |
| 2  | Chris Froome       | SKY    | + 19"      |
| 3  | Bradley Wiggins    | SKY    | + 19"      |
|    |                    |        |            |
| 88 | Sylwester Szmyd    | LIQ    | + 30' 57"  |

| #  | Zawodnik        | Zespół | Czas         |
| -- | --------------- | ------ | ------------ |
| 1  | Bradley Wiggins | SKY    | 78h 28' 02"  |
| 2  | Chris Froome    | SKY    | + 2' 05"     |
| 3  | Vincenzo Nibali | LIQ    | + 2' 41"     |
|    |                 |        |              |
| 71 | Sylwester Szmyd | LIQ    | + 2h 07' 20" |

### Etap 18 – 20.07: Blagnac > Brive-la-Gaillarde, 222,5 km
| #  | Zawodnik        | Zespół | Czas       |
| -- | --------------- | ------ | ---------- |
| 1  | Mark Cavendish  | SKY    | 4h 54' 12" |
| 2  | Matthew Goss    | OGE    | + 0"       |
| 3  | Peter Sagan     | LIQ    | + 0"       |
|    |                 |        |            |
| 87 | Sylwester Szmyd | LIQ    | + 1' 31"   |

| #  | Zawodnik        | Zespół | Czas         |
| -- | --------------- | ------ | ------------ |
| 1  | Bradley Wiggins | SKY    | 83h 22' 18"  |
| 2  | Chris Froome    | SKY    | + 2' 05"     |
| 3  | Vincenzo Nibali | LIQ    | + 2' 41"     |
|    |                 |        |              |
| 71 | Sylwester Szmyd | LIQ    | + 2h 08' 47" |

### Etap 19 – 21.07: Bonneval > Chartres, 53,5 km
| #  | Zawodnik          | Zespół | Czas       |
| -- | ----------------- | ------ | ---------- |
| 1  | Bradley Wiggins   | SKY    | 1h 04' 13" |
| 2  | Chris Froome      | SKY    | + 1' 16"   |
| 3  | Luis León Sánchez | RAB    | + 1' 50"   |
|    |                   |        |            |
| 89 | Sylwester Szmyd   | LIQ    | + 7' 12"   |

| #  | Zawodnik        | Zespół | Czas         |
| -- | --------------- | ------ | ------------ |
| 1  | Bradley Wiggins | SKY    | 84h 26' 31"  |
| 2  | Chris Froome    | SKY    | + 3' 21"     |
| 3  | Vincenzo Nibali | LIQ    | + 6' 19"     |
|    |                 |        |              |
| 71 | Sylwester Szmyd | LIQ    | + 2h 15' 59" |

### Etap 20 – 22.07: Rambouillet > Paryż, 120 km
| #   | Zawodnik        | Zespół | Czas       |
| --- | --------------- | ------ | ---------- |
| 1   | Mark Cavendish  | SKY    | 3h 08' 07" |
| 2   | Peter Sagan     | LIQ    | + 0"       |
| 3   | Matthew Goss    | OGE    | + 0"       |
|     |                 |        |            |
| 112 | Sylwester Szmyd | LIQ    | + 25"      |

| #  | Zawodnik        | Zespół | Czas         |
| -- | --------------- | ------ | ------------ |
| 1  | Bradley Wiggins | SKY    | 87h 34' 47"  |
| 2  | Chris Froome    | SKY    | + 3' 21"     |
| 3  | Vincenzo Nibali | LIQ    | + 6' 19"     |
|    |                 |        |              |
| 71 | Sylwester Szmyd | LIQ    | + 2h 16' 15" |

## Liderzy klasyfikacji po etapach
| Etap                 | Zwycięzca            | Klasyfikacja generalna | Klasyfikacja punktowa | Klasyfikacja górska | Klasyfikacja młodzieżowa | Klasyfikacja drużynowa | Klasyfikacja najaktywniejszych |
| -------------------- | -------------------- | ---------------------- | --------------------- | ------------------- | ------------------------ | ---------------------- | ------------------------------ |
| P                    | Fabian Cancellara    | Fabian Cancellara      | Fabian Cancellara     | —                   | Tejay van Garderen       | Sky Procycling         | —                              |
| 1                    | Peter Sagan          | Fabian Cancellara      | Fabian Cancellara     | Michael Mørkøv      | Tejay van Garderen       | Sky Procycling         | Nicolas Edet                   |
| 2                    | Mark Cavendish       | Fabian Cancellara      | Peter Sagan           | Michael Mørkøv      | Tejay van Garderen       | Sky Procycling         | Anthony Roux                   |
| 3                    | Peter Sagan          | Fabian Cancellara      | Peter Sagan           | Michael Mørkøv      | Tejay van Garderen       | Sky Procycling         | Michael Mørkøv                 |
| 4                    | André Greipel        | Fabian Cancellara      | Peter Sagan           | Michael Mørkøv      | Tejay van Garderen       | Sky Procycling         | Yukiya Arashiro                |
| 5                    | André Greipel        | Fabian Cancellara      | Peter Sagan           | Michael Mørkøv      | Tejay van Garderen       | Sky Procycling         | Matthieu Ladagnous             |
| 6                    | Peter Sagan          | Fabian Cancellara      | Peter Sagan           | Michael Mørkøv      | Tejay van Garderen       | Sky Procycling         | David Zabriskie                |
| 7                    | Chris Froome         | Bradley Wiggins        | Peter Sagan           | Chris Froome        | Rein Taaramäe            | Sky Procycling         | Luis León Sánchez              |
| 8                    | Thibaut Pinot        | Bradley Wiggins        | Peter Sagan           | Fredrik Kessiakoff  | Rein Taaramäe            | RadioShack-Nissan      | Fredrik Kessiakoff             |
| 9                    | Bradley Wiggins      | Bradley Wiggins        | Peter Sagan           | Fredrik Kessiakoff  | Tejay van Garderen       | RadioShack-Nissan      | —                              |
| 10                   | Thomas Voeckler      | Bradley Wiggins        | Peter Sagan           | Thomas Voeckler     | Tejay van Garderen       | RadioShack-Nissan      | Thomas Voeckler                |
| 11                   | Pierre Rolland       | Bradley Wiggins        | Peter Sagan           | Fredrik Kessiakoff  | Tejay van Garderen       | RadioShack-Nissan      | Pierre Rolland                 |
| 12                   | David Millar         | Bradley Wiggins        | Peter Sagan           | Fredrik Kessiakoff  | Tejay van Garderen       | RadioShack-Nissan      | Robert Kiserlovski             |
| 13                   | André Greipel        | Bradley Wiggins        | Peter Sagan           | Fredrik Kessiakoff  | Tejay van Garderen       | RadioShack-Nissan      | Michael Mørkøv                 |
| 14                   | Luis León Sánchez    | Bradley Wiggins        | Peter Sagan           | Fredrik Kessiakoff  | Tejay van Garderen       | RadioShack-Nissan      | Peter Sagan                    |
| 15                   | Pierrick Fédrigo     | Bradley Wiggins        | Peter Sagan           | Fredrik Kessiakoff  | Tejay van Garderen       | RadioShack-Nissan      | Nicki Sørensen                 |
| 16                   | Thomas Voeckler      | Bradley Wiggins        | Peter Sagan           | Thomas Voeckler     | Tejay van Garderen       | RadioShack-Nissan      | Thomas Voeckler                |
| 17                   | Alejandro Valverde   | Bradley Wiggins        | Peter Sagan           | Thomas Voeckler     | Tejay van Garderen       | RadioShack-Nissan      | Alejandro Valverde             |
| 18                   | Mark Cavendish       | Bradley Wiggins        | Peter Sagan           | Thomas Voeckler     | Tejay van Garderen       | RadioShack-Nissan      | Aleksander Winokurow           |
| 19                   | Bradley Wiggins      | Bradley Wiggins        | Peter Sagan           | Thomas Voeckler     | Tejay van Garderen       | RadioShack-Nissan      | —                              |
| 20                   | Mark Cavendish       | Bradley Wiggins        | Peter Sagan           | Thomas Voeckler     | Tejay van Garderen       | RadioShack-Nissan      | —                              |
| Klasyfikacja końcowa | Klasyfikacja końcowa | Bradley Wiggins        | Peter Sagan           | Thomas Voeckler     | Tejay van Garderen       | RadioShack-Nissan      | Chris Anker Sørensen           |

## Klasyfikacje końcowe

### Klasyfikacja generalna
|    | Zawodnik              | Zespół                      | Czas         |
| -- | --------------------- | --------------------------- | ------------ |
| 1  | Bradley Wiggins       | Sky Procycling              | 87h 34′ 37″  |
| 2  | Chris Froome          | Sky Procycling              | + 3' 21″     |
| 3  | Vincenzo Nibali       | Liquigas-Cannondale         | + 6' 19″     |
| 4  | Jurgen Van den Broeck | Lotto-Belisol               | + 10' 15″    |
| 5  | Tejay van Garderen    | BMC Racing Team             | + 11' 04″    |
| 6  | Haimar Zubeldia       | RadioShack-Nissan           | + 15' 41"    |
| 7  | Cadel Evans           | BMC Racing Team             | + 15' 49"    |
| 8  | Pierre Rolland        | Team Europcar               | + 16' 26"    |
| 9  | Janez Brajkovič       | Pro Team Astana             | + 16' 33"    |
| 10 | Thibaut Pinot         | FDJ-BigMat                  | + 17' 17"    |
| 11 | Andreas Klöden        | RadioShack-Nissan           | + 17' 54"    |
| 12 | Nicolas Roche         | Ag2r-La Mondiale            | + 19' 33"    |
| 13 | Chris Horner          | RadioShack-Nissan           | + 19' 55"    |
| 14 | Chris Anker Sørensen  | Team Saxo Bank-Tinkoff Bank | + 25' 27"    |
| 15 | Denis Mienszow        | Team Katusha                | + 27' 22"    |
| 16 | Maxime Monfort        | RadioShack-Nissan           | + 28' 30"    |
| 17 | Egoi Martínez         | Euskaltel-Euskadi           | + 31' 46"    |
| 18 | Rui Costa             | Movistar Team               | + 37' 03"    |
| 19 | Eduard Worganow       | Team Katusha                | + 38' 16"    |
| 20 | Alejandro Valverde    | Movistar Team               | + 42' 26"    |
| 21 | Jérôme Coppel         | Saur-Sojasun                | + 45' 43"    |
| 22 | Sandy Casar           | FDJ-BigMat                  | + 46' 52"    |
| 23 | Michael Rogers        | Sky Procycling              | + 54' 52"    |
| 24 | Michele Scarponi      | Lampre-ISD                  | + 58' 37"    |
| 25 | Ivan Basso            | Liquigas-Cannondale         | + 59' 44"    |
|    |                       |                             |              |
| 71 | Sylwester Szmyd       | Liquigas-Cannondale         | + 2h 16' 15" |

|    | Zawodnik             | Zespół                       | Punkty |
| -- | -------------------- | ---------------------------- | ------ |
| 1  | Peter Sagan          | Liquigas-Cannondale          | 421    |
| 2  | André Greipel        | Lotto-Belisol                | 280    |
| 3  | Matthew Goss         | Orica-GreenEdge Cycling Team | 268    |
| 4  | Mark Cavendish       | Sky Procycling               | 220    |
| 5  | Edvald Boasson Hagen | Sky Procycling               | 160    |
| 6  | Bradley Wiggins      | Sky Procycling               | 144    |
| 7  | Chris Froome         | Sky Procycling               | 126    |
| 8  | Luis León Sánchez    | Rabobank Cycling Team        | 104    |
| 9  | Juan José Haedo      | Team Saxo Bank-Tinkoff Bank  | 102    |
| 10 | Cadel Evans          | BMC Racing Team              | 100    |

|    | Zawodnik             | Zespół                      | Punkty |
| -- | -------------------- | --------------------------- | ------ |
| 1  | Thomas Voeckler      | Team Europcar               | 135    |
| 2  | Fredrik Kessiakoff   | Pro Team Astana             | 123    |
| 3  | Chris Anker Sørensen | Team Saxo Bank-Tinkoff Bank | 77     |
| 4  | Pierre Rolland       | Team Europcar               | 63     |
| 5  | Alejandro Valverde   | Movistar Team               | 51     |
| 6  | Chris Froome         | Sky Procycling              | 48     |
| 7  | Egoi Martínez        | Euskaltel-Euskadi           | 43     |
| 8  | Thibaut Pinot        | FDJ-BigMat                  | 40     |
| 9  | Brice Feillu         | Saur-Sojasun                | 38     |
| 10 | Daniel Martin        | Garmin-Sharp                | 34     |

|    | Zawodnik             | Zespół                | Czas         |
| -- | -------------------- | --------------------- | ------------ |
| 1  | Tejay van Garderen   | BMC Racing Team       | 87h 45′ 51″  |
| 2  | Thibaut Pinot        | FDJ-BigMat            | + 6' 13"     |
| 3  | Steven Kruijswijk    | Rabobank Cycling Team | + 1h 05' 48" |
| 4  | Rein Taaramäe        | Cofidis               | + 1h 16' 48" |
| 5  | Gorka Izaguirre      | Euskaltel-Euskadi     | + 1h 21' 15" |
| 6  | Rafael Valls         | Vacansoleil-DCM       | + 1h 26' 53" |
| 7  | Peter Sagan          | Liquigas-Cannondale   | + 1h 27' 33" |
| 8  | Dominik Nerz         | Liquigas-Cannondale   | + 1h 31' 08" |
| 9  | Edvald Boasson Hagen | Sky Procycling        | + 1h 41' 30" |
| 10 | Davide Malacarne     | Team Europcar         | + 1h 46' 41" |

|    | Zespół              | Czas         |
| -- | ------------------- | ------------ |
| 1  | RadioShack-Nissan   | 263h 12′ 14″ |
| 2  | Sky Procycling      | + 5' 46"     |
| 3  | BMC Racing Team     | + 36' 29"    |
| 4  | Pro Team Astana     | + 43' 22"    |
| 5  | Liquigas-Cannondale | + 1h 04' 55" |
| 6  | Movistar Team       | + 1h 08' 16" |
| 7  | Team Europcar       | + 1h 08' 46" |
| 8  | Team Katusha        | + 1h 12' 46" |
| 9  | FDJ-BigMat          | + 1h 19' 30" |
| 10 | Ag2r-La Mondiale    | + 1h 41' 15" |